# Werner von Blomberg

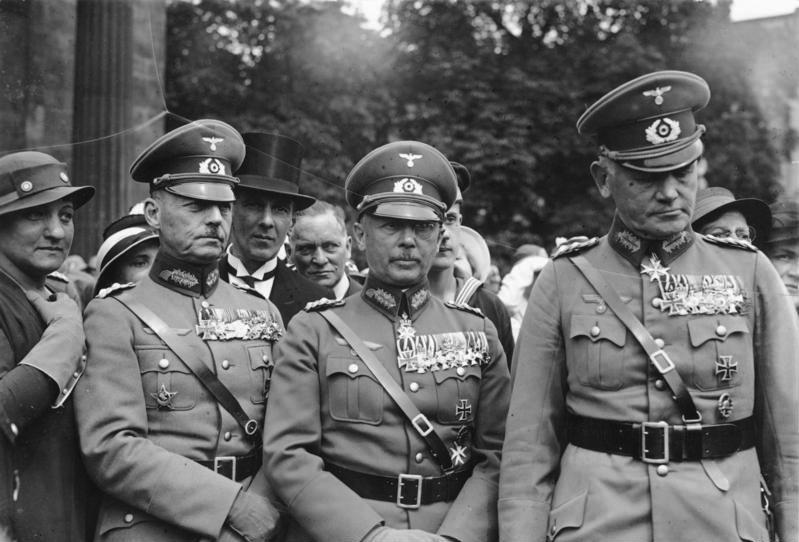
De gauche à droite, Rundstedt, Fritsch et Blomberg pour une cérémonie mémorielle sur Unter den Linden à Berlin le 25 février 1934.

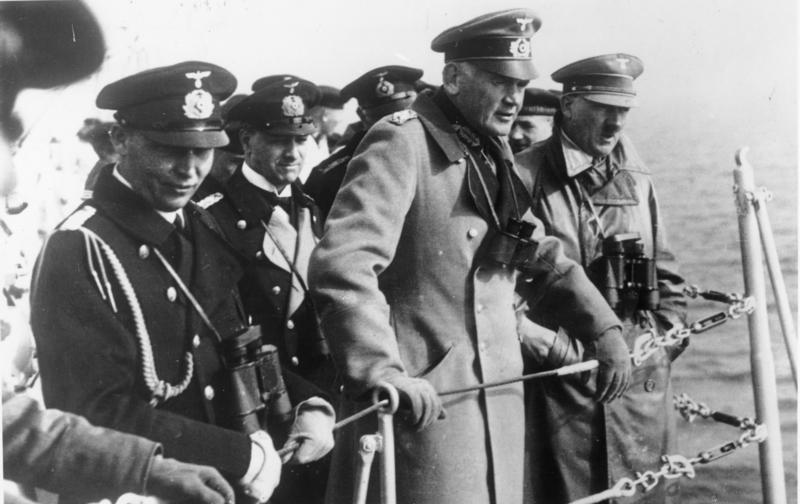
Blomberg avec Raeder (à gauche) et Hitler, en 1934.

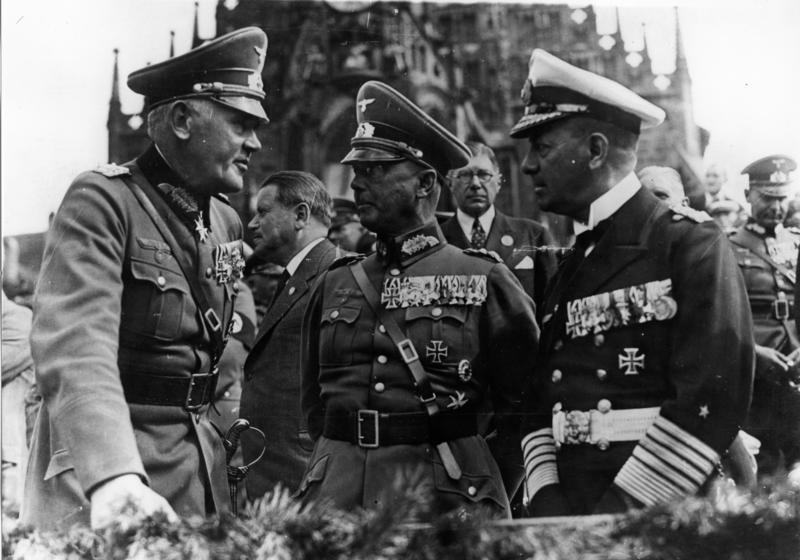
Blomberg (à gauche) en compagnie de Fritsch et Raeder, en 1936.

Werner von Blomberg, né le 2 septembre 1878 à Stargard (province de Poméranie) et mort le 14 mars ou le 22 mars 1946 à Nuremberg, est un militaire  de carrière allemand.
Il est notamment ministre de la Défense dans le cabinet Hitler en janvier 1933, puis devient ministre de la Guerre lors de la réorganisation de ce ministère en 1935, ce qui lui confère alors le rôle de premier commandant en chef de la Wehrmacht.
Il atteint le grade de Generalfeldmarschall en 1936, mais il est écarté et contraint à la démission de toutes ses fonctions le 27 janvier 1938 à la suite d’une opération concertée de discréditation.

## Biographie
Werner Eduard Fritz von Blomberg est le fils du lieutenant-colonel (Oberstleutnant) Emil von Blomberg et de son épouse Emma Tschepe. Blomberg commence sa carrière de militaire en 1897 en tant que lieutenant (Oberleutnant) dans le 73e régiment de fusiliers. De 1907 à 1910, il suit les cours de l’académie de guerre de Berlin. Il est promu capitaine (Hauptmann) en 1911. Affecté à l’état-major de Metz en avril 1912, il prend le commandement d'une compagnie du 130e régiment d'infanterie, rattaché à la 33e division d'infanterie, en janvier 1914. Il participe à la Première Guerre mondiale en tant qu'officier d'état-major, d'abord dans la 19e division de réserve, puis dans le 13e corps d'armée en juillet 1916. En 1916, il est promu au grade de commandant (Major) au sein de la 7e armée, et reçoit en 1918 la médaille de l'ordre « Pour le Mérite ».
Après la guerre, Blomberg est nommé chef d’état-major de la brigade « Döberitz » en 1920 — année à la fin de laquelle il est promu lieutenant-colonel (Oberstleutnant) — et chef d’état-major pour la zone militaire de Stuttgart en 1921. En 1925, il est promu au rang de colonel (Oberst) et nommé responsable en 1927 de la formation des troupes armées, fonction qu'il occupe jusqu'en 1929 (année de sa promotion au rang de général de division, Generalleutnant ; il avait été promu au rang de général de brigade, Generalmajor, l'année précédente). En 1932, il devient directeur de la délégation militaire allemande à la conférence sur le désarmement à Genève puis, en 1933, commandant de la 1re région militaire (Prusse-Orientale). Cette même année, il perd son épouse Charlotte, avec qui il a eu cinq enfants.
Le 30 janvier 1933, le maréchal Paul von Hindenburg (1847-1934), président du Reich allemand, appelle Adolf Hitler à la chancellerie. Blomberg est alors chargé de la sécurité de Hitler. Il devient ministre de la Défense dans le premier cabinet Hitler et est simultanément promu général de corps d'armée (dans l'arme d'infanterie : General der Infanterie). Huit mois plus tard, fin août 1933, Hitler le promeut à nouveau, au rang de Generaloberst.
Pendant la nuit des Longs Couteaux, à la fin juin 1934, le général Blomberg adopte une attitude passive vis-à-vis des assassinats de deux de ses amis, anciens militaires, l'ex-chancelier Kurt von Schleicher et l'ex-ministre adjoint Ferdinand von Bredow.
Le 21 mai 1935, le ministère de la Défense du Reich est transformé en « ministère de la Guerre du Reich » et Blomberg reste titulaire du portefeuille. À ce moment-là, avec la création de la Wehrmacht en remplacement de la Reichswehr, il devient le premier commandant en chef de la Wehrmacht (Oberbefehlshaber der Wehrmacht) en tant que ministre de la Guerre, sous les ordres du Führer et chancelier du Reich Adolf Hitler, qui exerce, de par ses fonctions, le rôle de commandant suprême de la Wehrmacht (Oberster Befehlshaber der Wehrmacht).
Le 20 avril 1936, il est promu Generalfeldmarschall, grade réintroduit dans la hiérarchie militaire, qu'il est alors le seul à détenir.

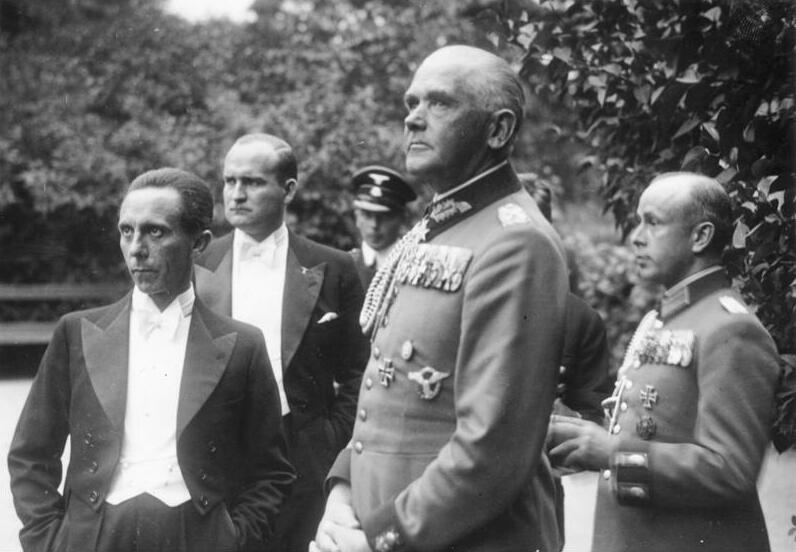
Blomberg en compagnie de Goebbels au Festival de Bayreuth, juillet 1937.

Le 5 novembre 1937, il participe à une réunion secrète rassemblant Hitler, Werner von Fritsch (Armée de terre), Erich Raeder (Marine), Hermann Göring (Armée de l'air) et Konstantin von Neurath, ministre des Affaires étrangères, réunion au cours de laquelle Hitler dévoile ses projets de guerre contre les États voisins. Cette réunion est décrite dans le protocole Hossbach.
Les conséquences de la réunion, où Blomberg et Fritsch s'opposent à Hitler, apparaissent bientôt avec l'éclosion de l'affaire Blomberg-Fritsch : en janvier 1938, la révélation, par Arthur Nebe, de son mariage avec une ancienne prostituée, Margarethe Gruhn, crée un scandale qui oblige Blomberg à démissionner de ses fonctions de ministre le 27 janvier 1938. Lors de ses adieux à la chancellerie du Reich, il jure néanmoins fidélité à Hitler, le dirigeant absolu de l'Allemagne nazie.
Le 4 février 1938, Hitler supprime le ministère de la Guerre et le remplace par une nouvelle structure militaire : l’Oberkommando der Wehrmacht (OKW ; en français : « Haut Commandement des Forces armées »), qu’il place sous la direction du général Wilhelm Keitel. Dans le même temps, Hitler s’attribue personnellement le commandement en chef — et donc opérationnel — de la Wehrmacht, assumant la fonction de commandant en chef de la Wehrmacht (Oberbefehlshaber der Wehrmacht), rôle jusqu’alors exercé par Werner von Blomberg en sa qualité de ministre de la Guerre.
Hitler concentre alors entre ses mains l’ensemble des prérogatives militaires, cumulant les fonctions de chef de l’État et du gouvernement (Führer und Reichskanzler), de commandant suprême (Oberster Befehlshaber) et de commandant en chef des forces armées. Le commandement opérationnel passe dès lors sous le contrôle direct de la chancellerie du Reich, via le nouvel OKW.
Blomberg et sa femme partent ensuite en lune de miel pendant un an sur l'île de Capri. L'amiral Erich Raeder estime que Blomberg doit se suicider et lui envoie le capitaine von Wangenheim pour l'inciter à agir ainsi. En dépit des demandes incessantes du capitaine qui va jusqu'à tenter de mettre une arme dans ses mains, Blomberg refuse d'obtempérer.
Blomberg se retire ensuite dans sa propriété de Bad Wiessee dans les Alpes bavaroises, où il réside pendant la durée de la Seconde Guerre mondiale. Après la capitulation de l'Allemagne en 1945, Blomberg y est arrêté par les Alliés pour être jugé en tant que criminel de guerre ; il doit aussi être cité comme témoin au premier procès de Nuremberg, qui juge les principaux dirigeants nazis.
Pendant sa détention, il est exposé au mépris de ses anciens collègues et il apprend en outre que son épouse a l'intention de le quitter : sa santé commence à décliner ; le 12 octobre 1945, il note dans son journal qu'il ne pèse plus que 72 kg, malgré sa grande taille. Le 20 février 1946, on lui diagnostique un cancer colorectal : au cours de ses dernières semaines de vie, il est résigné, déprimé et refuse de s'alimenter. Il meurt peu après en mars et on l'enterre d’abord dans une tombe anonyme. Ses restes font ensuite l'objet d’une crémation et sont enterrés dans sa propriété de Bad Wiessee.

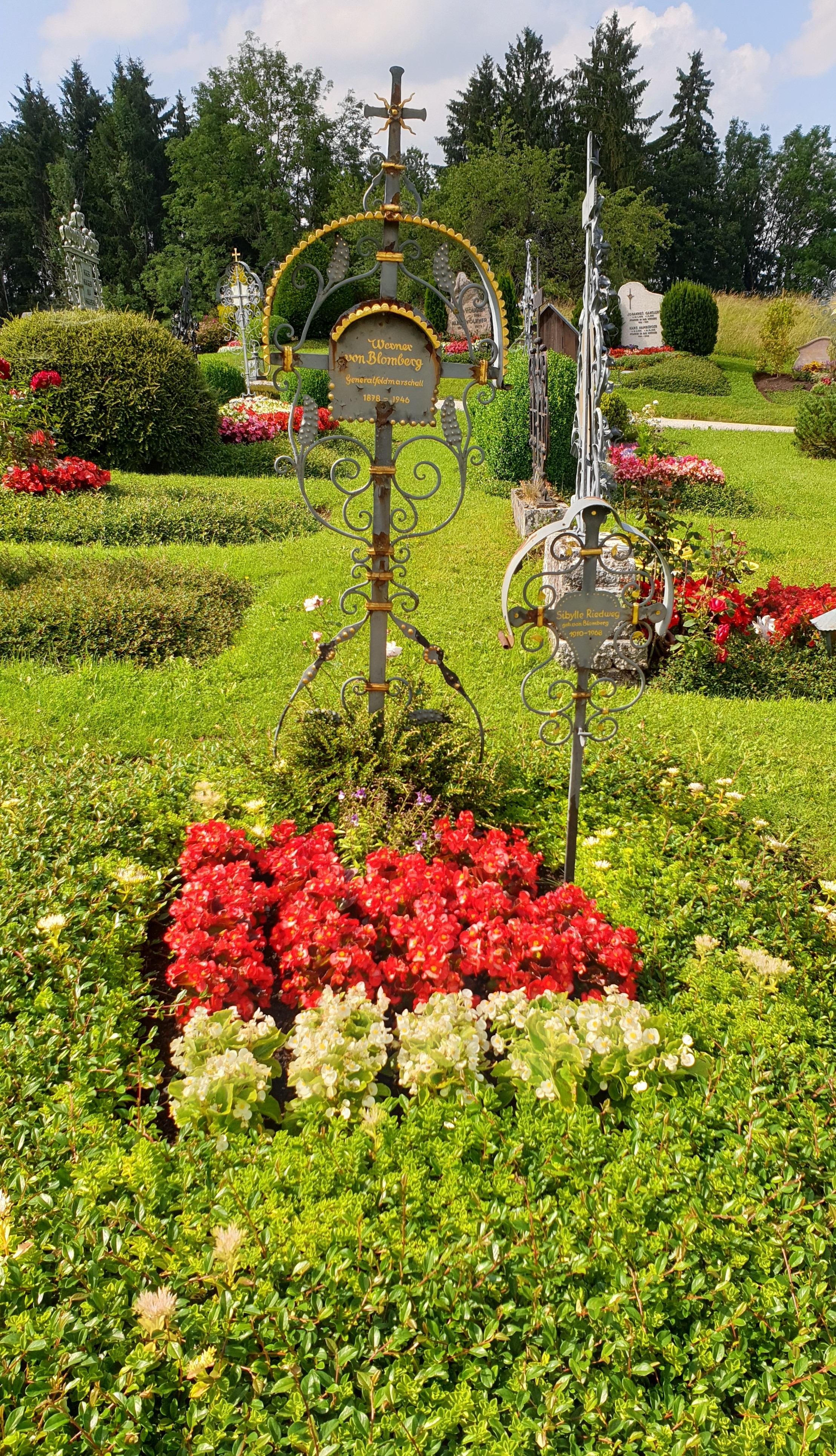
Sépulture de Werner von Blomberg à Bad Wiessee.

## Résumé de sa carrière militaire
Entre parenthèses, sont mentionnés les grades équivalents en France, dans l'armée de terre.
| Leutnant               | (sous-lieutenant)                                                                | 13 mars 1897     |
| Oberleutnant           | (lieutenant)                                                                     | 18 mai 1907      |
| Hauptmann              | (capitaine)                                                                      | 20 mars 1911     |
| Major                  | (commandant)                                                                     | 22 mars 1916     |
| Oberstleutnant         | (lieutenant-colonel)                                                             | 20 décembre 1920 |
| Oberst                 | (colonel)                                                                        | 1er avril 1925   |
| Generalmajor           | (général de brigade)                                                             | 1er avril 1928   |
| Generalleutnant        | (général de division)                                                            | 1er octobre 1929 |
| General der Infanterie | (général de corps d'armée, dans l'arme d'infanterie)                             | 30 janvier 1933  |
| Generaloberst          | (général d'armée)                                                                | 31 août 1933     |
| Generalfeldmarschall   | (grade inexistant en France, à rapprocher du grade vacant de maréchal de France) | 20 avril 1936    |

## Distinctions
- Croix d'honneur des anciens combattants : Ehrenkreuz für Frontkämpfer
- Insigne des blessés de guerre (1918) : Verwundetenabzeichen (1918) in Schwarz
- Insigne de pilote-observateur en Or et brillants : Flugzeugführer- und Beobachterabzeichen in Gold mit Brillanten (ehrenhalber)
- Croix de chevalier de l'ordre de la maison royale des Hohenzollern : Ritterkreuz des Königlichen Hausordens von Hohenzollern mit Schwertern
- Croix de fer (1914) 2e et 1re classe : Eisernes Kreuz (1914) 2. und 1. Klasse
- Pour le Mérite
- Insigne d'honneur en or du parti nazi